# John Reynolds (actor)
John Paul Reynolds (nacido el 5 de agosto de 1991) es un actor, escritor y comediante estadounidense. Es conocido por su papel protagónico en la serie Search Party (2016-2022) y su papel recurrente en Stranger Things (2016-presente). Reynolds también protagonizó la miniserie Cuatro bodas y un funeral en 2019. Nacido en Madison, Wisconsin, comenzó su carrera en el Annoyance Theatre de Chicago.

## Carrera
Reynolds comenzó su carrera en Chicago a la edad de 18 años. Se graduó en el IO Training Center y en el Second City Conservatory de Chicago, y actuó regularmente en IO Chicago, The Annoyance, Chemically Imbalanced Comedy, The Playground y Upstairs Gallery. También formó parte del colectivo Kill All Comedy junto con los comediantes Conner O'Malley y Gary Richardson.
Reynolds ha dicho que basó su personaje de  Search Party, Drew Gardner, en su experiencia al crecer en el Medio Oeste: "Crecí en Madison, Wisconsin, y lo basé como un tipo que conocería en el Medio Oeste y que ve a sus hermanos crecer de cierta manera". manera, y quiere mantener ese statu quo con su familia, y no quiere ser el centro de atención".
En 2023 Reynolds copresentó el show de comedia en vivo No Tengo Escuela con la comediante Carmen Christopher, con presentaciones en el Union Hall de Nueva York y el Soho Theatre de Londres.

## Filmografía

### Películas
| Año  | Título                | Papel   | Notas |
| ---- | --------------------- | ------- | ----- |
| 2013 | Party Time Party Time | Lewk    |       |
| 2018 | Most Likely to Murder | Perkins |       |
| 2020 | Save Yourselves!      | Jack    |       |
| 2020 | Horse Girl            | Darren  |       |
| 2020 | Cowboys               | Grover  |       |
| 2023 | Genie                 | Marvin  |       |

### Televisión
| Año           | Título                               | Papel                     | Notas                     |
| ------------- | ------------------------------------ | ------------------------- | ------------------------- |
| 2014–2016     | The Chris Gethard Show               | Todd Watch / Lawrence     | 2 episodios               |
| 2015          | Red Oaks                             | Barman                    | Episodio: "The Wedding"   |
| 2015          | Master of None                       | Tipo emocionado           | Episodio: "Finale"        |
| 2015–2016     | The Special Without Brett Davis      | Brian Wilson / Ralph      | 4 episodios               |
| 2016          | Netflix Presents: The Characters     | Empleado #3               | Episodio: "Tim Robinson"  |
| 2016          | High Maintenance                     | Aaron                     | Episodio: "Selfie"        |
| 2016          | Thanksgiving                         | Chad Morgan               | Protagonista; 8 episodios |
| 2016–presente | Stranger Things                      | Oficial Callahan          | 16 episodios              |
| 2016–2022     | Search Party                         | Drew Gardner              | Protagonista              |
| 2018          | The Shivering Truth                  | Mr. Lawson (voz)          | Episodio: "Constadeath"   |
| 2019          | Miracle Workers                      | Mason                     | 2 episodios               |
| 2019          | Cuatro bodas y un funeral            | Duffy                     | Protagonista              |
| 2020          | Wild Life                            | Glenn (voz)               | 6 episodios               |
| 2022          | Killing It                           | Nate                      | 2 episodios               |
| 2022          | La vida sexual de las universitarias | Dan O'Connell             | Episodio: "Doppelbanger"  |
| 2023          | Up Here                              | Derek                     | Episodio: "Labels"        |
| 2023          | Yellowjackets                        | Jay/Oficial Matt Saracusa | 5 episodios               |
| 2023          | Teenage Euthanasia                   | Van (voz)                 | Episodio: "Mother's Day"  |